# Teufelskanzel (Bad Laasphe)

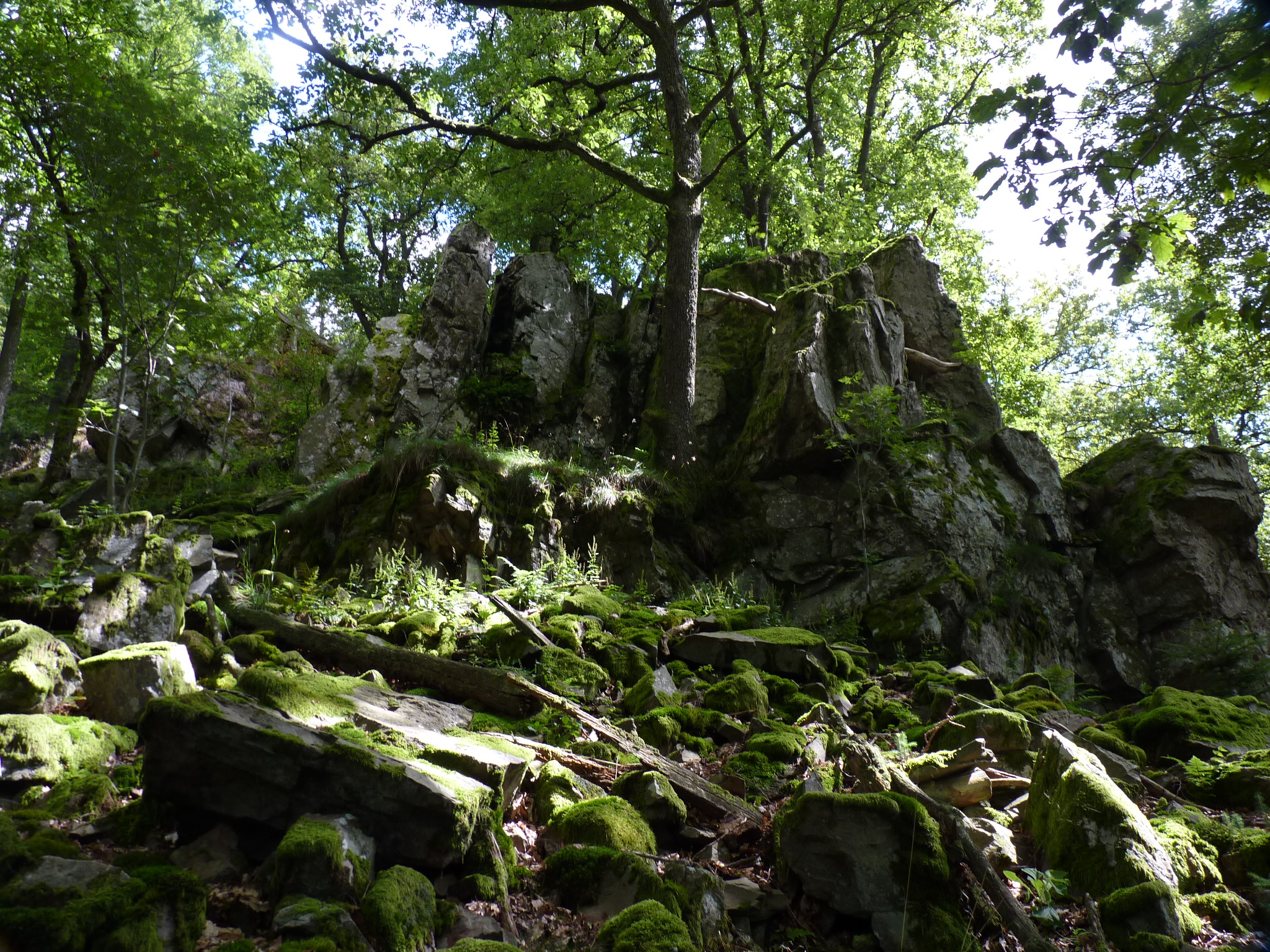
Felsklippe Teufelskanzel

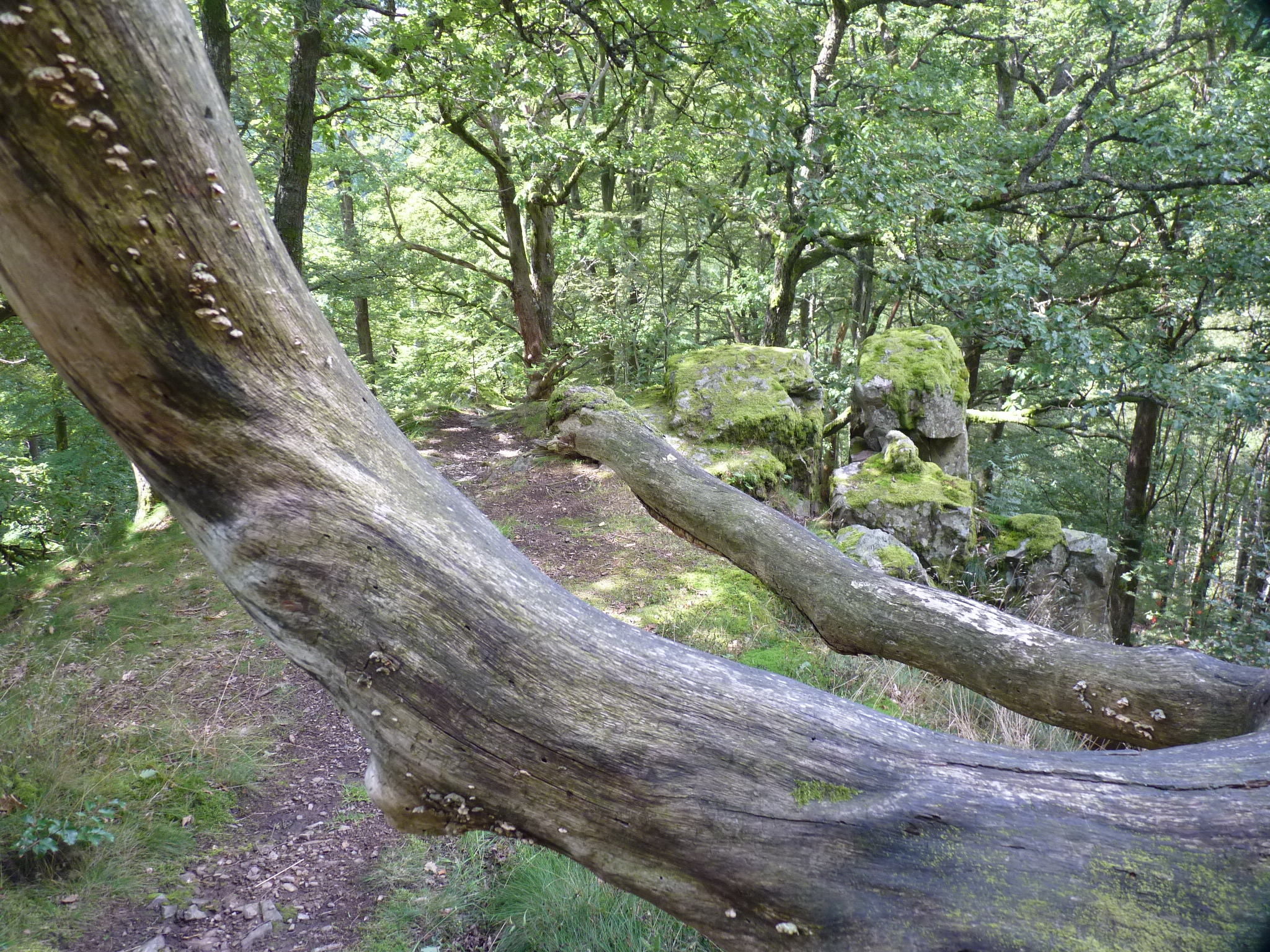
Gipfel der Teufelskanzel

Die Teufelskanzel bei Bad Laasphe im Kreis Siegen-Wittgenstein, Nordrhein-Westfalen (Deutschland) ist eine als Naturdenkmal (ND) ausgewiesene Felsformation auf dem Weibersberg im Rothaargebirge.

## Geographie

### Lage
Die Teufelskanzel befindet sich auf dem Südwesthang des 516 m ü. NHN hohen Weibersberges, der sich nördlich der Kernstadt von Bad Laasphe erhebt; vom Berggipfel ist sie etwa 230 m entfernt. Etwa 900 Meter (m) südwestlich der Kanzel steht jenseits der Laasphe das Schloss Wittgenstein, und knapp 1,3 Kilometer (km) südsüdöstlich liegt im Lahntal der Kurpark von Bad Laasphe. Die Felsgruppe erhebt sich etwa im Bereich der 470 und 475-m-Höhenlinien.

### Felsformationen in der Umgebung
In der Umgebung der Teufelskanzel gibt es einige Felsen entlang des Wittgensteiner Schieferpfades bei Bad Berleburg, die Namen wie Braut & Bräutigam oder Drachenstein tragen, die Trödelsteine bei Emmerzhausen, die Naturdenkmäler Großer- und Kleiner Stein bei Burbach, sowie in etwas weiterer Entfernung die Albaumer Klippen bei Albaum und den Rinsleyfelsen bei Saalhausen im Kreis Olpe.

## Beschreibung
Die Teufelskanzel ist eine etwa 7 m hohe Felsklippe, mitten in einem Eichen-Buchenhochwald. Auf den Klippen wachsen mehrere Bäume (außerdem liegt ein umgefallener toter Baum quer über dem Zugangsweg auf den Klippen). Viele der Felsen sind mit Moos bewachsen. Unterhalb der Teufelskanzel befindet sich ein kleines Geröllfeld aus von der Teufelskanzel abgebrochenen Steinen.

## Wandern
Direkt vorbei an der Teufelskanzel führt der Mythen und Sagenweg.